# Mads Agesen
Mads Agesen (født 17. marts 1983) er en dansk tidligere fodboldspiller og nuværende sportschef i fodboldklubben Viborg FF.

## Karriere
Agesen skiftede i sommeren 2008 til 1. divisionsklubben FC Fredericia, efter at han senest havde spillet for Aarhus Fremad. I Fredericia blev han efter en tid anfører for holdet.

### AC Horsens
På transfervinduets sidste dag i sommeren 2010, ét år før Agesens kontrakt med FC Fredericia udløb, blev han solgt til superligaklubben AC Horsens. Her underskrev han en kontrakt der var gældende til 30. juni 2013. Mads Agesen debuterede for Horsens og i superligaen 12. september 2010, da han spillede hele kampen i AC Horsens 3-2 sejr på udebane over AaB på Aalborg Stadion. I den første sæson blev det til tretten kampe i Superligaen, hvor af de elleve var fra start.
I sommeren 2011 fik Agesen en alvorlig skade i det ene knæ, og han spillede ikke en turneringskamp før 12. marts 2012, da han gjorde comeback i en udekamp mod FC Midtjylland, ved at spille kampens sidste 28 minutter.
Da AC Horsens rykkede ud af Superligaen efter sæsonen 2012/13 fik Agesen en uheldig rolle. I en af de afgørende kampe mod slutningen af sæsonen blev Agesen udvist for voldsom adfærd mod SønderjyskE-spilleren Lasse Vibe, som Agesen mente filmede i straffesparksfeltet. Agesen valgte derfor at puffe Vibe i brystkassen, hvor bolden var langt væk, hvilket han modtog et rødt kort for af dommeren Kenn Hansen. AC Horsens var på dette tidspunkt foran 1-0, men endte med at tabe kampen 2-4.

### Randers FC
I januar 2013 offentliggjorde Superligaklubben Randers FC at man fra sommeren 2013 havde indgået en tre-årig aftale med Agensen.
Han fik sin debut i Superligaen den 4. august 2013, da han erstattede Nicolai Brock-Madsen i det 83. minut i en 3-1-sejr over F.C. København.
Han blev i maj 2015 opereret for sportsbrok. Måneden efter forlængede han sin kontrakt frem til 2018. Han spillede sin første kamp i Superligaen efter sin skade den 16. september 2015 med fuld spilletid i et 3-0-nederlag til F.C. København.
Den 13. april 2018 blev det offentliggjort, at Agesen stoppede karrieren efter 2017-18-sæsonen i en alder af 35 år. Målet var i sin sidste tid i klubben at bidrage til, at Randers FC forblev i Superligaen, hvilket lykkedes.

### Viborg FF
Den 11. marts 2023 blev det offentliggjort, at Mads Agensen blev ansat som sportschef i fodboldklubben Viborg FF .